# Usted decide, el castigo justo
Usted decide, el castigo justo fue un programa de televisión chileno en el cual se criticaba y debatía el castigo justo a un crimen, cuenta con la conducción de Carmen Gloria Arroyo. El programa se emite todos los lunes a las 22:30 y fue estrenado el 5 de octubre de 2015, es transmitido por Chilevisión. La temática del programa consiste en que el presentador junto a unos panelistas debateran de cual debería ser la condena de un crimen.

## Formato
Un jurado compuesto por ocho personas, deberá evaluar un caso criminal real-recreado y se debatirá sobre lo que ellos consideran debe ser el castigo justo para ese delito. Una vez que tengan el veredicto final se presentará una nota donde se expone cuál fue la verdad expuesta por un tribunal chileno, la sanción y actualización del caso.

## Equipo

### Conducción
| Panelista            | Nacionalidad | Profesión |
| -------------------- | ------------ | --------- |
| Carmen Gloria Arroyo | chilena      | Abogada   |

### Panelistas
Los panelistas son personas comunes y corrientes de la sociedad chilena de hoy en día para decidir el castigo justo.
| Nacionalidad | Panelista               | Edad | Profesión                      |
| ------------ | ----------------------- | ---- | ------------------------------ |
| Chile        | Benjamín Vial Puentes   | 27   | Estudiante de Publicidad       |
| Chile        | Benigna de Lourdes Soto | 53   | Trabajadora de casa particular |
| Chile        | Cristóbal Olavarría     | 19   | Estudiante de psicología       |
| Chile        | Carlos Lira             | 45   | Comunicador audiovisual        |
| Chile        | María Huaquipán         | 57   | Dirigente sindical             |
| Chile        | Ángel Lisboa Pinochet   | 42   | Periodista                     |
| Chile        | María Teresa Balmaceda  | 54   | Periodista                     |
| Chile        | Cecil Chellew           | 48   | Empresario                     |